# Криптосистема Мэсси — Омуры
Криптосистема Мэсси — Омуры была предложена в 1978 году Джеймсом Мэсси и Джимом К. Омурой изначально в качестве улучшения протокола Шамира. Имеется два варианта реализации данного протокола: классический и эллиптический. Первый построен на сложности задачи дискретного логарифмирования, второй на свойствах эллиптической кривой. Обычно сгенерированное в результате сообщение {\displaystyle m} используется в качестве ключа традиционной криптосистемы.

## Первоначальный вариант
Изначально протокол Мэсси — Омуры был описан применительно к мультипликативной группе {\displaystyle Z_{p}^{*}}, где {\displaystyle p} — простое число, и представлял собой аналог передачи секрета с помощью запираемых на один или два замка ящиков.
Суть схемы можно описать следующим образом: 
Алиса запирает ящик с письмом своим ключом и пересылает ящик абоненту Бобу. Боб, в свою очередь, запирает его своим ключом, и отправляет обратно к Алиса. Алиса снимает свой замок и направляет ящик обратно к Бобу, который снимает свой замок и читает письмо.

### Алгоритм
- Выбирается в качестве системного параметра большое простое число {\displaystyle p}. Абоненты Алиса и Боб выбирают случайные числа {\displaystyle e_{A}} и {\displaystyle e_{B}} (между 0 и {\displaystyle p-1}), взаимно простые с {\displaystyle p-1=\varphi (p)}, где {\displaystyle \varphi } — функция Эйлера.

- С помощью расширенного алгоритма Евклида вычисляются {\displaystyle d_{A}} и {\displaystyle d_{B}}, обратные числам {\displaystyle e_{A}} и {\displaystyle e_{B}} по модулю {\displaystyle p-1}:

{\displaystyle d_{A}={e_{A}}^{-1}{\bmod {(}}p-1)}
{\displaystyle d_{B}={e_{B}}^{-1}{\bmod {(}}p-1)}
Иначе говоря, должны выполняться условия:
{\displaystyle e_{A}\cdot {d_{A}\equiv 1{\bmod {(}}p-1)}},
{\displaystyle e_{B}\cdot {d_{B}}\equiv 1{\bmod {(}}p-1)}.
Пары чисел {\displaystyle (e_{A},d_{A})}, {\displaystyle (e_{B},d_{B})} являются секретными ключами абонентов.
{\displaystyle m^{e_{A}\cdot {d_{A}}}=m{\bmod {p}}}, так как
{\displaystyle m^{e_{A}\cdot {d_{A}}}=m^{j\cdot {\varphi (p)+1}}=m^{j\cdot {\varphi (p)}}\cdot {m}=m}
(Первый сомножитель равен 1 по теореме Эйлера).
Аналогично {\displaystyle m^{e_{B}d_{B}}=m{\bmod {p}}}.
- Абонент Алиса посылает сообщение {\displaystyle m} ({\displaystyle 0<m<{p-1}}) абоненту Боб. Алиса шифрует своё сообщение первым ключом: {\displaystyle m_{1}=m^{e_{A}}{\bmod {p}}} ({\displaystyle 0<m_{1}<p}) и пересылает {\displaystyle m_{1}} абоненту Боб.

- Боб шифрует вторым ключом: {\displaystyle m_{2}=m_{1}^{e_{B}}{\bmod {p}}} ({\displaystyle 0<m_{2}<p}) и пересылает обратно к Алисе.

- Алиса «снимает первый замок» с помощью второго секретного ключа:

{\displaystyle m_{3}=m_{2}^{d_{A}}{\bmod {p}}=m^{e_{A}\cdot {e_{B}}\cdot {d_{A}}}{\bmod {p}}}.
- Боб «снимает свой первый замок» с помощью второго секретного ключа:

{\displaystyle m_{4}=m_{3}^{d_{B}}{\bmod {p}}=m^{d_{B}\cdot {e_{A}}\cdot {e_{B}}\cdot {d_{A}}}{\bmod {p}}=m.}
Итак, Бобу доставлено секретное сообщение {\displaystyle m} от Алисы.

### Проблемы в использовании
Данный вариант системы может быть реализован и без использования процедуры возведения в степень в конечных полях, но задача дискретного логарифмирования достаточно сложна для Боба, чтобы тот по {\displaystyle m_{1}=m^{e_{A}}} не смог определить ключ {\displaystyle m^{e_{A}}} и впредь читать сообщения, ему не предназначавшиеся.
Обязательным условием надежности является хорошая система подписи сообщений. Без использования подписей любое постороннее лицо Ева может представиться Бобу и вернуть Алисе сообщение вида {\displaystyle m_{\tilde {2}}=m_{1}^{e_{E}}{\bmod {p}}}.
Алиса продолжит процедуру и, «сняв свой замок», откроет самозванке Еве путь к расшифрованию сообщения.
В связи с этим, {\displaystyle m_{2}=m_{1}^{e_{B}}{\bmod {p}}} должно сопровождаться аутентификацией.

## Эллиптический вариант
Эллиптический вариант данного протокола предоставляет возможность передавать сообщение от Alice к Bob по открытому каналу без предварительной передачи какой-либо ключевой информации. Системные параметры здесь: уравнение эллиптической кривой {\displaystyle \varepsilon } и поле {\displaystyle F}, задающееся неприводимым многочленом.
Пусть порядок эллиптической кривой {\displaystyle \varepsilon } равен {\displaystyle N}, {\displaystyle e} — целое число, взаимно простое с {\displaystyle N}({\displaystyle 1<e<N}).
По алгоритму Евклида можно найти
{\displaystyle d\equiv {e^{-1}}{\pmod {N}}}.
По определению сравнимости по модулю:
{\displaystyle e*d=jN+1}
Значит для любой точки {\displaystyle P} эллиптической кривой {\displaystyle \varepsilon } порядка {\displaystyle N} выполняется:
{\displaystyle e\cdot {(d\cdot P)}=(e\cdot {d})P=(j\cdot {N}+1)P=(j\cdot {N})P+P=j\cdot {0}+P=0+P=P}, то есть
{\displaystyle e\cdot (d\cdot P)=P}.
Теперь, используя {\displaystyle e} и {\displaystyle d} и любую точку {\displaystyle P} эллиптической кривой, можно вычислить
{\displaystyle Q=d\cdot {P}}
{\displaystyle R=e\cdot {Q}}
Где {\displaystyle P=R}.
Вычисление точки {\displaystyle P} по {\displaystyle eP} эквивалентно решению задачи дискретного логарифма для эллиптической кривой.

### Алгоритм
- Абонент Alice помещает своё сообщение {\displaystyle m} в некоторую точку {\displaystyle M(m)} эллиптической кривой и умножает её на своё секретное значение {\displaystyle e_{A}}, получает точку {\displaystyle P_{1}=e_{A}\cdot {M(m)}}. Эта точка отправляется абоненту Bob.
- Bob вычисляет {\displaystyle P_{2}=e_{B}\cdot {P_{1}}} и отправляет результат Alice.
- Alice «снимает замок», вычисляя {\displaystyle P_{3}=d_{A}\cdot {P_{2}}}. Возвращает полученный результат абоненту Bob.
- Bob расшифровывает сообщение, используя свой секретный ключ шифрования {\displaystyle d_{B}}:

{\displaystyle M(m)=d_{B}\cdot {P_{3}}}